# Jahn Teigen
Jahn Teigen (Tønsberg, 1949. szeptember 27. – Ystad, 2020. február 24.) norvég énekes, zeneszerző és előadóművész.

## Pályafutása
Tønsbergben született, karrierje az 1960-as években indult, az 1970-es évek elején a Popol Vuh rockegyüttes frontembere lett, 1976–1984 között pedig a Prima Vera nevezetű norvég humortrió tagja volt.
1978-ban először vett részt az Eurovíziós Dalfesztiválon a Mil etter mil című számmal, ahol nulla ponttal az utolsó helyen végzett. Ez volt az első alkalom, hogy az 1975-ben bevezetett pontozási rendszerrel egy dal nem szerzett egyetlen pontot sem. Ennek hatására jelent meg első szólóalbuma az ironikus This Year's Loser címmel. 
1982-ben újra indult a dalfesztiválon, ezúttal későbbi feleségével, Anita Skorgannal közösen adtak elő duettet Adieu címmel, mely a 12. helyen végzett. A következő évben ismét együtt léptek színpadra, de ekkor Teigen szólistaként versenyzett, míg Skorgan az egyik háttérénekes volt. A Do re mi-vel, melyet közösen komponáltak, 9. helyezést értek el, mely Norvégia legjobb eredménye volt 1973 óta.
Jahn Teigen három győzelmével együtt összesen rekordnak számító tizennégy alkalommal vett részt a norvég nemzeti döntőként szolgáló Melodi Grand Prix-n 1974 és 2005 között.

## Magánélete
1984. február 17-én Oslóban kötött házasságot Anita Skorgan énekesnővel, nem sokkal később megszületett Sara lányuk is. Három év házasság után váltak el.

## Diszkográfia

### Kislemezek
- Mil etter mil (1978)
- Jeg gi'kke opp (1978)
- Har du lyst på litt mer (1979)
- Ja (1980)
- Bli bra igjen (1982)
- Do re mi (1983)
- Glastnost (1988) -nb
- Slå på ring (1988)
- Optimist (1989)
- I skyggen av en drøm (1990)
- Gi meg fri (1992)
- Ensom natt (1993)

### Albumok
- Teigens tivoli (1977)
- This Year's Loser (1978)
- En dags pause (1979)
- Mentalkrem (1980)
- Klar dag/Instamatik (1982)
- Klovn uten scene (1988)
- Esilio paradiso (1992)
- Rondo (1993)
- Lys (1996)
- Magnet (2000)
- Utkledd som meg selv (2003)

### Válogatások
- 67-76 (1976)
- All We Have Is The Past (1980)
- Hopp 78-83 (1983)
- Jahn Teigen (1989)
- Jahn Teigens beste: Litt av historien (1994)
- Fra null til gull (2004)